# Scelilasia erythrozonata
Scelilasia erythrozonata är en fjärilsart som beskrevs av George Francis Hampson 1909. Scelilasia erythrozonata ingår i släktet Scelilasia och familjen björnspinnare. Inga underarter finns listade.